# Hymenosporum flavum
Hymenosporum flavum, o plumaria australiana (native frangipani), es un árbol de los selvas y bosques lluviosos que es nativo de Queensland y Nueva Gales del Sur en Australia. Es la única especie del género Hymenosporum. 
Produce racimos de flores fragantes en la primavera las cuales miden aproximadamente 5 cm de diámetro. Estas son de color crema, haciéndose amarillas con el tiempo y son seguidas por cápsulas largas en forma de pera que contienen semillas. Las flores atraen abejas, aves melífagas y mariposas. Las hojas brillosas, verde-oscuras, miden entre 10 cm de 4 cm de ancho.
A pesar de su nombre común, no está cercanamente relacionada con a la plumeria.

## Cultivo
La plumeria australiana es ampliamente cultivada y usualmente crece alrededor de 8 metros de altura (sin embargo puede crecer hasta 20 metros en áreas tropicales) y tiene una forma vertical y estrecha. Puede ser cultivada en posiciones sombreadas, pero florece mejor a pleno sol. Prefiere un suelo bien drenado con un alto contenido orgánico.